# ホドリゴ・ペレイラ・ポセボン
ホドリゴ・ペレイラ・ポゼボン（Rodrigo Pereira Possebon, 1989年2月13日 - ）は、ブラジル・リオグランデ・ド・スル州サプカイア・ド・スウ出身の元プロサッカー選手。ポジションはミッドフィールダー（センターハーフ）。イタリア系ブラジル人である。

## 経歴
2008年1月にSCインテルナシオナルの下部組織からマンチェスター・ユナイテッドに加入した。2008年2月のマンチェスター・シニアカップのマンチェスター・シティ戦でリザーブチームでのデビューを果たし、2-0の勝利に貢献した。公式戦で出場機会はなかったが、この試合が彼のファーストチームデビューとなった。2008-09シーズン、ニューカッスルとの開幕戦にて、後半からライアン・ギグスに代わって出場。2008-09シーズンにはカーリングカップのメンバーに起用される機会が多かった。2009年7月、ポルトガルのSCブラガにレンタル移籍することが決まった。2010年8月19日、ブラジルのサントスに移籍した。
2018年1月7日、ベトナムのホーチミン・シティFCに加入したが、負傷のため、公式戦出場のないまま同年2月22日に契約を解除された。

## 代表歴
ブラジル生まれでありながら、父親の祖先がイタリア系であったためイタリアのパスポートの資格があり、マンチェスター・ユナイテッドと契約するときにパスポートを取得した。イタリア代表のユース代表から招集を受け、2009年4月22日にデビューを果たした。

## タイトル

### クラブ
マンチェスター・ユナイテッド
- FAコミュニティ・シールド : 2008
- フットボールリーグカップ : 2008-09

サントス
- カンピオナート・パウリスタ : 2011
- コパ・リベルタドーレス : 2011